# Na kraju zločina (franšiza)
Na kraju zločina je medijska franšiza ameriških televizijskih serij, ki jo je ustvaril Anthony E. Zuiker in je izvirno predvajanja na televiziji CBS. Vse serije iz franšize se ukvarjajo s forenziki, ki razkrivajo okoliščine za skrivnostnimi in nenavadnimi smrtmi in zločini.

## Serije, ki spadajo v franšizo
Vse tri serije, ki spadajo v franšizo Na kraju zločina, v Sloveniji predvaja POP TV. V franšizo spadajo:
- Na kraju zločina (2000-sedanjost, 10 sezon)
  - Lokacija: Las Vegas, Nevada
    - V trenutni igralski zasedbi so Laurence Fishburne kot dr. Raymond Langston, Marg Helgenberger kot Catherine Willows, George Eads kot Nick Stokes, Eric Szmanda kot Greg Sanders, Robert David Hall kot Al Robbins, Wallace Langham kot David Hodges, Jorja Fox kot Sara Sidle in Paul Guilfoyle kot Jim Brass.
      - Naslovna skladba: Who Are You
- Na kraju zločina: Miami (2002-sedanjost, 8 sezon)
  - Lokacija: Miami
    - V trenutni igralski zasedbi so David Caruso kot Horatio Caine, Emily Procter kot Calleigh Duquesne, Adam Rodríguez kot Eric Delko, Jonathan Togo kot Ryan Wolfe, Rex Linn kot Frank Tripp in Eva LaRue kot Natalia Boa Vista.
      - Na kraju zločina: Miami se je začela v epizodi Na kraju zločina Cross Jurisdictions.
        - Naslovna skladba: Won't Get Fooled Again
- Na kraju zločina: New York (2004-sedanjost, 6 sezon)
  - Lokacija: New York
    - V trenutni igralski zasedbi so Gary Sinise kot Mac Taylor, Melina Kanakaredes kot Stella Bonasera, Carmine Giovinazzo kot Danny Messer, Anna Belknap kot Lindsay Monroe, Robert Joy kot Sid Hammerback, A.J. Buckley kot Adam Ross, Hill Harper kot Sheldon Hawkes in Eddie Cahill kot Don Flack.
      - Na kraju zločina: New York se je začela v epizodi Na kraju zločina: Miami MIA/NYC NonStop.
        - Naslovna skladba: Baba O'Riley